# Driftsethe
Driftsethe (niederdeutsch Driftseth) ist eine Ortschaft in der Einheitsgemeinde Hagen im Bremischen im niedersächsischen Landkreis Cuxhaven.

## Geografie

### Lage
Driftsethe liegt östlich der Bundesautobahn 27 zwischen Bremen und Bremerhaven. Die Ortschaft befindet sich im nördlichen Teil der Einheitsgemeinde Hagen im Bremischen.
Driftsethe liegt auf dem Nordrand der Geestinsel, die südlich von Uthlede beginnt. Im Westen wurde sie einst durch einen Arm der Weser begrenzt, im Norden und Osten durch die Niederungen des Flusses Drepte. Daher ist Gemarkung durch Geest, Felder, im Süden und um den Ort herum und durch Moor, Weiden und Wiesen im Osten, Norden und Westen gekennzeichnet.

### Ortsgliederung
- Kernort Driftsethe (Haufendorf)
- Tannendorf (Siedlung, 2 km östlich)
- Weißenberg (Siedlung, 2 km westlich)

### Nachbarorte
| Rechtenfleth | Stotel (Einheitsgemeinde Loxstedt)          | Bramstedt  |
|              | Kompassrose, die auf Nachbargemeinden zeigt |            |
| Sandstedt    |                                             | Kassebruch |

(Quelle:)

## Geschichte

### Gründung und Name
Driftsethe wird erstmals in einer Urkunde des Erzbischofs Friedrich I. von Bremen von 1105 über den Umfang der Obedienz Bramstedt als „dreptisati“ erwähnt.
Der Ortsname bedeutet wahrscheinlich „Die an der Drepte sitzen“, wobei die Drepte ein Nebenfluss der Weser ist, der die Gemeinde nach Osten, hinter Tannendorf, begrenzt.
Der Ortsname soll chaukischen Ursprungs sein.

### Frühe Bodenfunde
Auf eine lange Vergangenheit als Siedlungsraum weisen frühe Bodenfunde hin: 21 Grabhügel sollen nach alten Zählungen um Driftsethe herum vorhanden gewesen sein. Sie können der jüngeren Steinzeit zugerechnet werden. Keines jedoch konnte richtig erforscht werden. Das wohl letzte Steingrab wurde Ende der 1890er Jahre „neben der Wirtschaft Seedorf (jetzt Dietrich) im Ackerfelde, tief unter der Oberfläche zufällig gefunden“. Beim Kultivieren der Heide, südwestlich des Dorfes, wurde 1882/1883 ein Urnenfriedhof entdeckt, eine genaue Untersuchung unterblieb jedoch. Spätere Urnenfunde beim Sandfahren am Weißenberg lassen aber den Schluss zu, dass eine Datierung in frühe germanisch-sächsische Zeit zu machen ist. Urkundlich kann der Ort erstmals in Akten der Bremischen Kirche gefunden werden.

### Eingemeindungen
Die Samtgemeinde Hagen entstand zum 1. Januar 1970 und umfasste mit Driftsethe zunächst 16 Gemeinden. Nach § 7 des Gesetzes zur Neugliederung der Gemeinden im Raum Bremervörde vom 13. Juni 1973 (Nds. GVBl. S. 183) wurde im Zuge der Gebietsreform in Niedersachsen, die am 1. März 1974 stattfand, die Anzahl der Gemeinden durch Eingliederungen auf 6 reduziert.
Zum 1. Januar 2014 erfolgte die Auflösung der Samtgemeinde Hagen und deren Mitgliedsgemeinden sowie die Neubildung der Einheitsgemeinde Hagen im Bremischen mit seinen 16 Ortschaften.

### Einwohnerentwicklung
| Jahr | Einwohner | Quelle |
| ---- | --------- | ------ |
| 1910 | 445       | [ 6 ]  |
| 1925 | 502       | [ 7 ]  |
| 1933 | 517       | [ 7 ]  |
| 1939 | 506       | [ 7 ]  |
| 1950 | 803       | [ 8 ]  |
| 1956 | 647       | [ 8 ]  |
| 1973 | 541       | [ 9 ]  |
| 1975 | 0493 ¹    | [ 10 ] |
| 1980 | 0469 ¹    | [ 11 ] |

| Jahr | Einwohner | Quelle |
| ---- | --------- | ------ |
| 1985 | 468 ¹     | [ 11 ] |
| 1990 | 576 ¹     | [ 11 ] |
| 1995 | 594 ¹     | [ 11 ] |
| 2000 | 664 ¹     | [ 11 ] |
| 2005 | 721 ¹     | [ 11 ] |
| 2010 | 727 ¹     | [ 11 ] |
| 2013 | 669 ¹     | [ 1 ]  |
| 2017 | 701 ²     | [ 2 ]  |
| 0    | 0         | 0      |

¹ jeweils zum 31. Dezember
|  |

## Politik

### Ortsrat
Der Ortsrat von Driftsethe setzt sich aus sieben Mitgliedern zusammen. Die Ratsmitglieder werden durch eine Kommunalwahl für jeweils fünf Jahre gewählt. Die aktuelle Amtszeit begann am 1. November 2021 und endet am 31. Oktober 2026.
Aus den Ergebnissen der vergangenen Ortsratswahlen ergaben sich folgende Sitzverteilungen:
| Wahljahr | CDU                                                                    | WGH | Gesamt  |
| -------- | ---------------------------------------------------------------------- | --- | ------- |
| 2021     | 4                                                                      | 3   | 7 Sitze |
| 2016     | 2                                                                      | 4   | 6 Sitze |
|          | __________________________ WGH: Wählergemeinschaft Hagen im Bremischen |     |         |

### Ortsbürgermeister
Der Ortsbürgermeister von Driftsethe ist Heinz Bühring (CDU).

### Wappen
Der Entwurf des Kommunalwappens von Driftsethe stammt von dem Heraldiker und Wappenmaler Albert de Badrihaye, der zahlreiche Wappen im Landkreis Cuxhaven erschaffen hat.
| Wappen von Driftsethe | Blasonierung: „In Blau über einem silbernen Wellenbalken im Schildfuß drei (2 : 1) silberne Bauernkaten mit goldenem Dach.“                                                               |
| Wappen von Driftsethe | Wappenbegründung: Das Dorf wird schon 1105 als „Dreptisati“ urkundlich genannt. Die Bauernkaten über einem Wellenbalken weisen auf die Deutung des Namens als Siedlung an der Drepte hin. |

## Kultur und Sehenswürdigkeiten

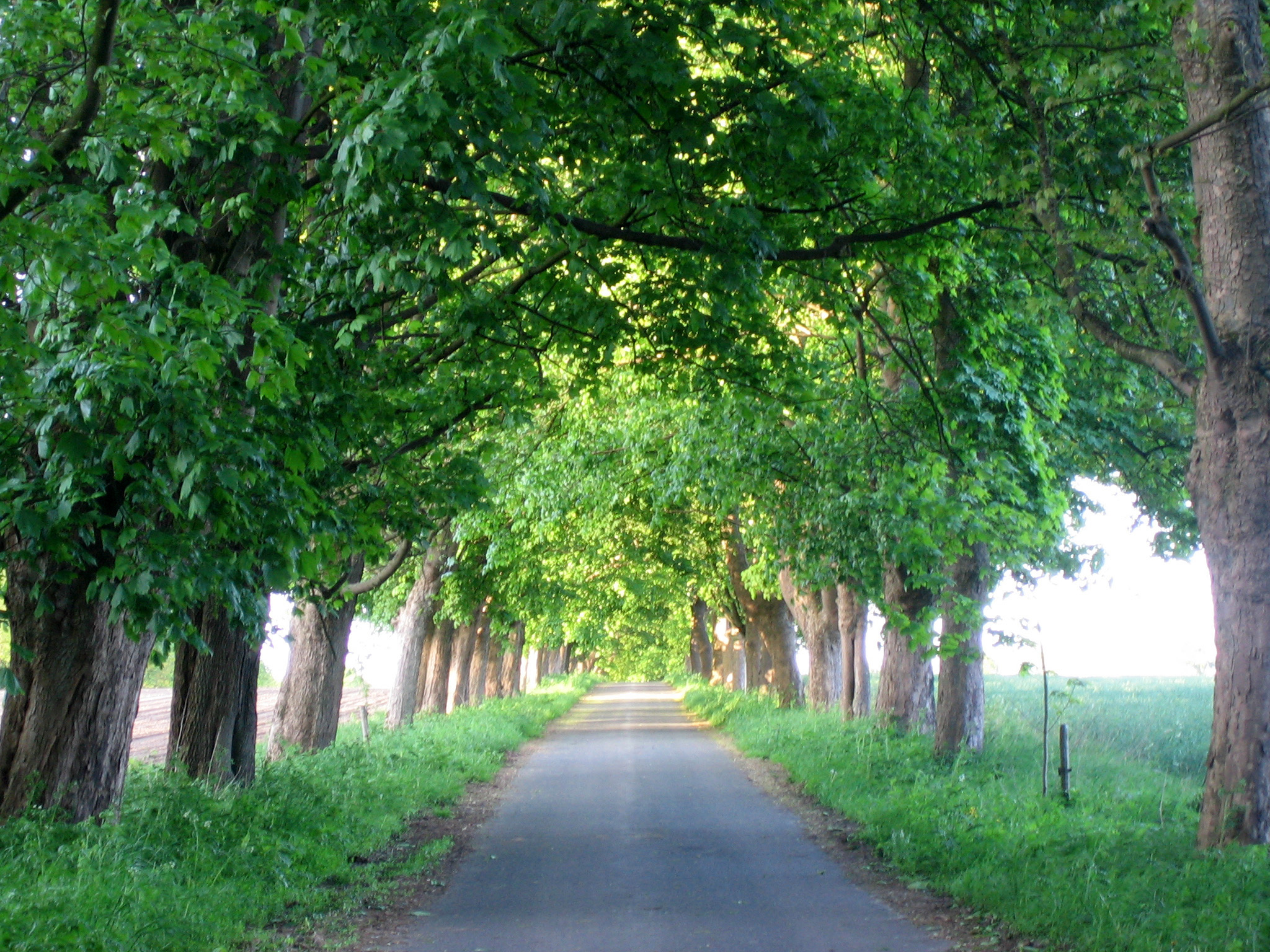
Ahorn-Allee in Weißenberg

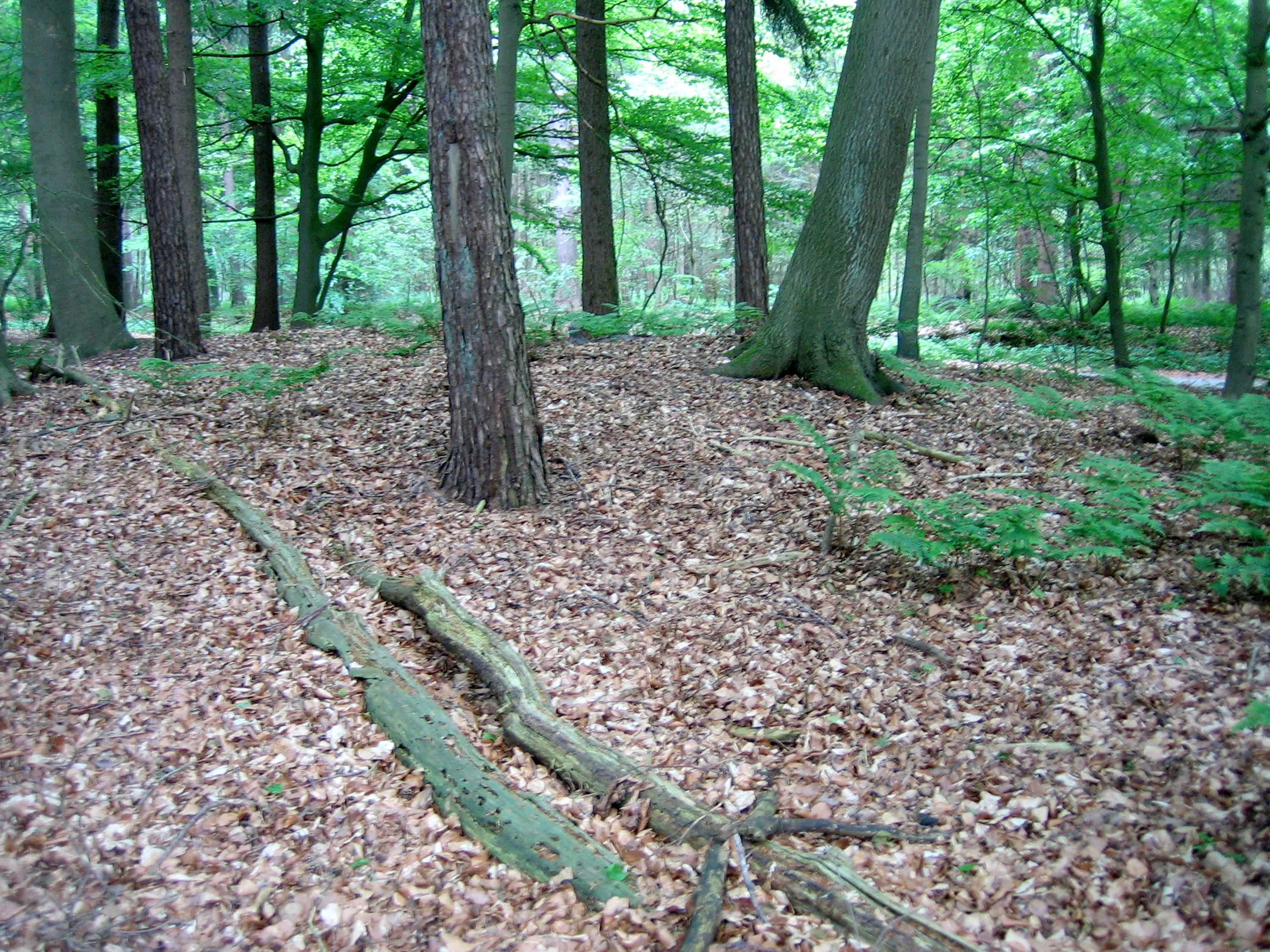
Hügelgrab

### Bauwerke

#### Ahorn-Allee
Vor über hundert Jahren wurde eine Bergahorn-Allee (1904) von Carl Arend Ficke, dem damaligen Besitzer des Hofes und Hauses Wittenborgh, am Weißenberg gepflanzt. Noch heute ist sie der Privatweg zu diesem Anwesen. Die Allee besteht aus über hundert Bäumen und hat eine Länge von rund 500 Metern.
Durch Verordnung des Landkreises Cuxhaven vom 17. Dezember 2008 wurde diese Ahornallee zu einem geschützten Landschaftsbestandteil erklärt.

#### Hügelgräber

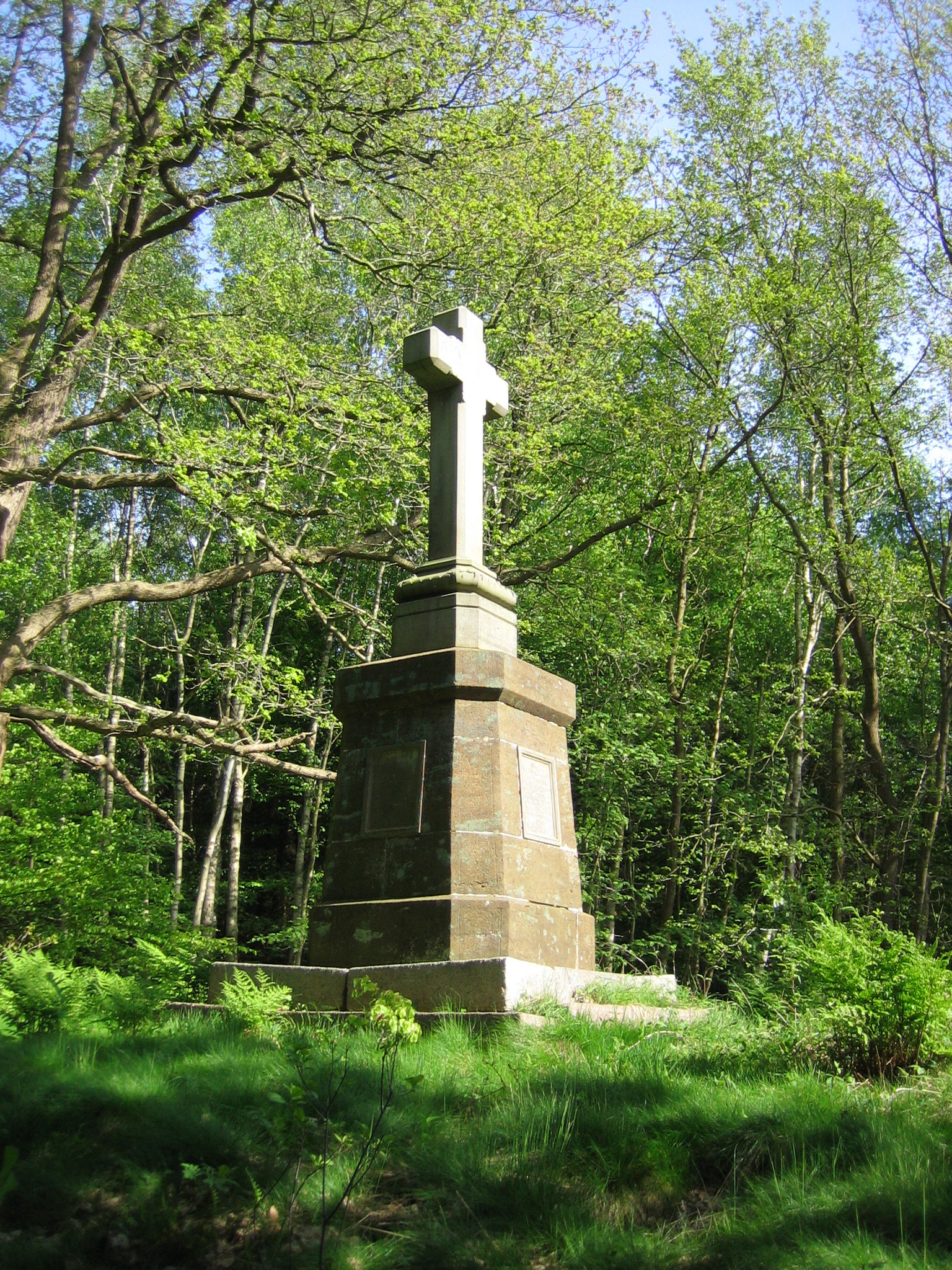
Illjes-Mausoleum Weißenberg

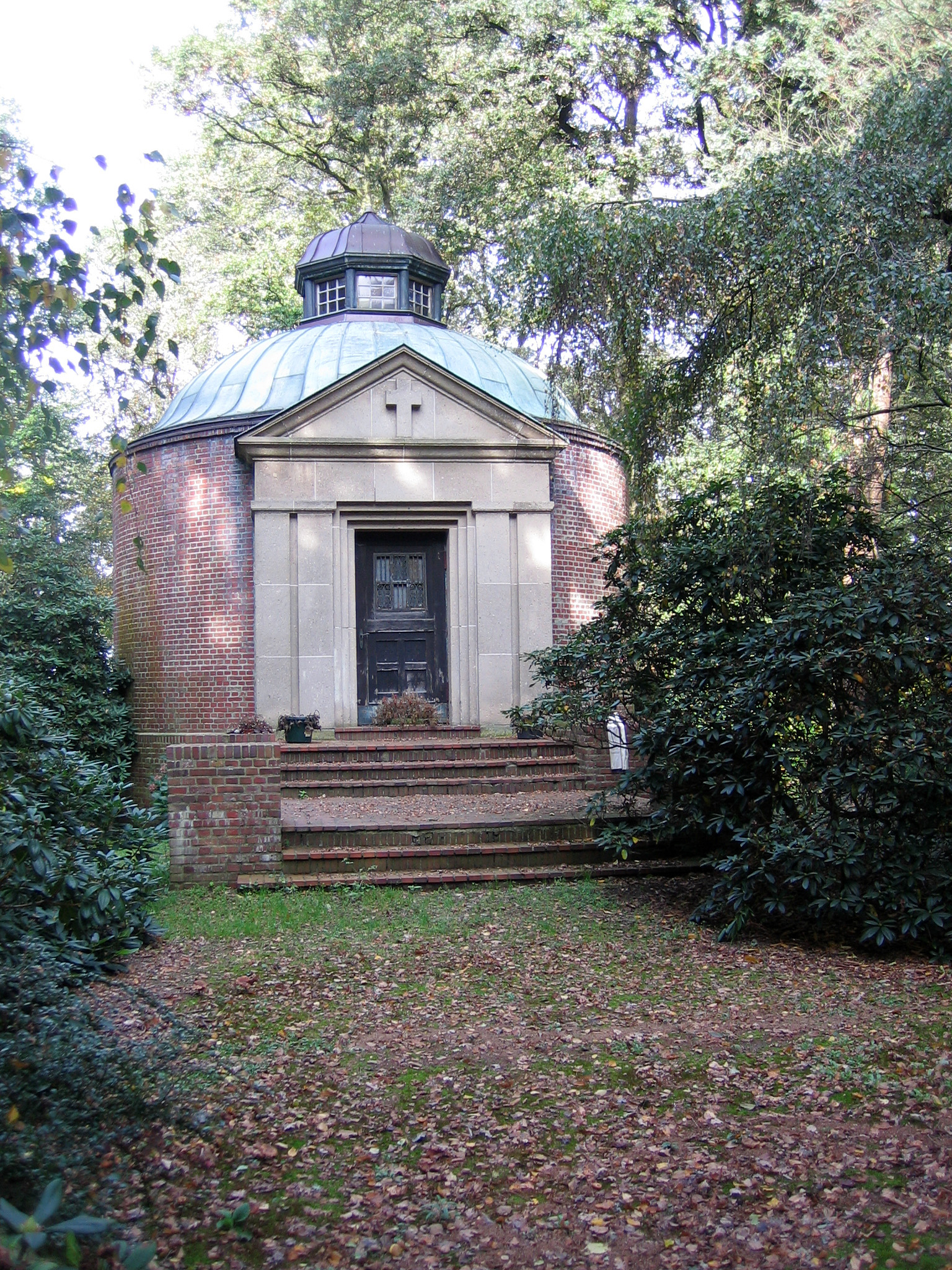
Mausoleum Driftsethe SG Hagen

Am Weißenberg gibt es eine Dreiergruppe Hügelgräber und ein größeres Einzelgrab. Diese stammen vermutlich aus der mittleren Bronzezeit und sind damit ca. 3000 bis 4000 Jahre alt. Es handelt sich hier wohl um die letzten noch erhaltenen Hügelgräber einer Gruppe von 25 teilweise sehr großen Hügeln. Diese sind kulturhistorisch besonders bedeutsam, weil sie das zuletzt erhaltene Beispiel der Errichtung von Grabhügeln auf den Heideflächen am Rande der Marsch in dieser Gegend sind. In der Mitte derartiger Hügelgräber befindet sich häufig ein Kranz aus größeren Steinen, in die die Urne und gegebenenfalls Beigaben gelegt wurden. Ende des 19. Jahrhunderts wurde in einem Hügelgrab östlich von Kassebruch ein Bronzeschwert gefunden.

#### Illjes-Mausoleum am Weißenberg
Das Grabmal Weißenberg der Familie Illjes wurde nach dem Tode des Jacob Illjes 1854 am Weißenberg errichtet. Jakob Illjes stammte ursprünglich aus Sandstedt von einem großen Marschenhof und zog nach einer unglücklichen Liebesgeschichte mit einer entfernten Verwandten des Marschendichters Hermann Allmers in das Ödland am Weißenberg. Dort gründete er die Hofstelle „Wittenborgh“. Er starb im Alter von 40 Jahren. Sein letzter Wille war es gewesen, am Weißenberg mit Blick in Richtung Sandstedt beerdigt zu werden. Seine Eltern ließen deshalb das Mausoleum errichten, in dem sie auch selbst später beigesetzt wurden.

#### Mausoleum
Hinter dem Friedhof in Driftsethe steht das Mausoleum Ficke, gebaut um 1889 von der Familie Ficke; es befindet sich heute im Eigentum der Familie von Wurmb, Nachfahren der Familie Ficke.

### Naturschutzgebiete
In Driftsethe besteht seit 1985 das 140 Hektar große Naturschutzgebiet LU 118 Bargsmoor/Rechtenflethermoor und das Landschaftsschutzgebiet CUX 39. Bereits 1938 wurde das Gehölz am Weißen Berge von 21 ha durch den Landrat zum Landschaftsschutzgebiet CUX 39 erklärt. Früher war dort ein mit Heide bedeckter Boden, welcher nun mit standortgerechten Bäumen bewachsen ist.

### Vereine
- Angelclub Driftsethe
- Driftsether Sportverein von 1982.
- Fahr- und Reitverein Driftsethe
- Freiwillige Feuerwehr Driftsethe
- KITA-Verein
- Landjugend Driftsethe
- Schützenverein Driftsethe
- Spielmannzug Driftsethe

## Wirtschaft und Infrastruktur
Verkehr
Driftsethe hat im Westen über die Anschlussstelle Hagen eine direkte Anbindung an die Bundesautobahn A 27 Bremen–Bremerhaven. Über die „Schnellfähre Sandstedt–Brake“ und dem Wesertunnel bei Dedesdorf auch Zugang nach Nordenham.
In einem Abstand von ca. 16 km Entfernung findet man in Stubben die nächste Eisenbahn mit der Strecke Bremen–Bremerhaven–Cuxhaven.
Der Ort ist über ein Anruf-Sammel-Taxi (AST) an den öffentlichen Personennahverkehr angebunden (an allen Tagen der Woche und in den Schulferien).

## Persönlichkeiten
Söhne und Töchter des Ortes
- Diedrich Steilen (1880–1961), Pädagoge, Heimatforscher und Mitbegründer des Heimatvereins Vegesack und Umgebung

## Sagen und Legenden
Früher soll auf Weissenberg einmal ein Schloss gewesen sein, mit einer launischen und hartherzigen Herrin, die stets nur auf das eigene Wohl bedacht war. So geschah der Küchenmagd einmal ein großes Missgeschick. Sie ließ beim Putzen einen der silbernen Becher in den Brunnen fallen und berichtete weinend der Herrin von ihrem Unglück. Doch ungerührt verlangte diese von der Magd, den Becher wieder zu beschaffen. In ihrer Not kletterte sie in den Brunnen und ertrank. Und seitdem erscheint jedes Jahr an ihrem Todestag an dieser Stelle eine weiße Frauengestalt, die den Becher sucht. Bald darauf starb auch die Schlossherrin und wurde in der dortigen Familiengruft beigesetzt. Als man nach Jahren die Gruft öffnete, fand man nur noch einen herzförmigen Stein, der seitdem Herzstein genannt wird.